# Черро-Маджоре
Черро-Маджоре (італ. Cerro Maggiore) — муніципалітет в Італії, у регіоні Ломбардія, метрополійне місто Мілан.
Черро-Маджоре розташоване на відстані близько 500 км на північний захід від Рима, 25 км на північний захід від Мілана.
Населення — 15 243 особи (2014).
Щорічний фестиваль відбувається 7 квітня. Покровитель — святий Корнелій.

## Демографія
Населення за роками:

Станом на 1 січня 2023 року в муніципалітеті офіційно проживали 1172 іноземці з 65 країн, серед них 141 громадянин країн Євросоюзу та 79 громадян України.

## Сусідні муніципалітети
- Леньяно
- Нерв'яно
- Ориджо
- Параб'яго
- Рескальдіна
- Сан-Вітторе-Олона
- Убольдо